# Spilosoma liturata
Spilosoma liturata är en fjärilsart som beskrevs av Walker 1869. Spilosoma liturata ingår i släktet Spilosoma och familjen björnspinnare. Inga underarter finns listade i Catalogue of Life.